# Fórmula, vol. 1
Fórmula, Vol. 1 es el álbum de estudio debut del cantautor Estadounidense Romeo Santos, lanzado el 8 de noviembre de 2011 por Sony Music Latin. Es el primer disco como solista de Santos tras la separación del grupo de bachata Aventura, del cual era el cantante principal. La producción contiene quince canciones, la mayoría de las cuales fueron compuestas por Santos y coproducida con Ivan Chevere. El álbum experimenta con el sonido de la bachata y otros géneros como el R&B y flamenco. Cuenta con la colaboración de varios artistas angloparlantes e hispanohablantes incluyendo a Usher, Tomatito, Mario Domm y Lil Wayne. La grabación del disco tuvo lugar en 2011 en The Castle, Fight Klub y EMG Studios en Nueva York. También fue publicado una edición de lujo del álbum exclusivamente en las tiendas de Walmart en los Estados Unidos, que contiene cinco temas extras.
En los Estados Unidos, Fórmula, Vol. 1 alcanzó la cima del Billboard Top Latin Albums y Billboard Tropical Albums, y fue el álbum latino más vendido de 2012. Fue certificado tres veces platino (campo latino) por la Recording Industry Association of America (RIAA) por el envío de 300 000 copias y la venta de 328 000 unidades en los Estados Unidos en febrero de 2014. Se colocó en el número trece, veintiséis, y setenta y siete en las listas de álbumes de Argentina, México, y España respectivamente.
Santos promocionó el álbum con una gira por los Estados Unidos, Latinoamérica y Europa. Fue generalmente bien recibida por los críticos, que elogiaron la producción de las pistas de bachata aunque algunos de los duetos—incluyendo aquellos con Mario Domm y Mala Rodríguez—fueron criticados como intentos evidentes para apelar fuera de la audiencia bachata. El disco ganó varios reconocimientos para Santos, incluyendo una nominación al Grammy, tres Billboard Latin Music Awards, un Billboard Music award, una nominación a los premios Lo Nuestro, premios Juventud y un Soberano Award. Seis sencillos fueron lanzados, cuatro de los cuales, «You», «Promise», «Mi santa» y «La diabla», alcanzaron el primer lugar del Billboard Hot Latin Songs en los Estados Unidos.

## Antecedentes
Romeo Santos comenzó su carrera como el vocalista principal de Aventura, una banda de bachata urbana. El grupo se hizo popular en la década de 2000, vendió más de 1.7 millones de discos en los Estados Unidos y consiguió que The Last sea el álbum latino más vendido de 2009. Poco después de la separación de la banda a principios de 2011, Santos firmó un contrato discográfico con Sony Music Latin y Jive Records para grabar su álbum debut como solista, Fórmula, Vol. 1. De acuerdo con su mánager Johnny Marines, el contrato era de un valor de 10 000 000 USD. Santos consideró que el disco era una continuación de su carrera en lugar de un nuevo comienzo.

## Composición
Fórmula, Vol. 1 contiene quince canciones, la mayoría de las cuales fueron escritas por Romeo Santos y coproducidas por Ivan Chevere. Santos dijo que tenía la intención de escribir más en inglés para el álbum, pero no quería alejarse mucho de sus orígenes musicales. Los temas fueron grabados en The Castle, Fight Klub y EMG Studios en Nueva York.
El álbum comienza con un sketch con el comediante estadounidense George Lopez, en el cual Santos confiesa sus «pecados» debido a su fortuna y fama a un sacerdote interpretado por Lopez. La primera canción «La diabla» es una bachata sobre un hombre que lamenta haber hecho un trato con una diabla después de perder en el juego del amor. El tercer tema, «Que se mueran», ataca al público por sus críticas a la diferencia de edad entre los amantes. «Mi santa» incorpora elementos de la bachata y el flamenco, y cuenta con el guitarrista español Tomatito.
«Promise» es una bachata bilingüe que cuenta con el cantante estadounidense Usher y fue producido por Rico Love. Santos dijo que la colaboración era su idea y que Usher disfrutó el dueto a pesar de no hablar español. «Debate de 4» cuenta con los bachateros dominicanos Antony Santos, Raulín Rodríguez y Luis Vargas, que también disponen de un sketch que precede al tema. «You» es una canción de bachata bilingüe y fue la primera composición escrita para el álbum.
«Magia negra» es una mezcla de bachata y música hip hop, y cuenta con la rapera española Mala Rodríguez. «Rival» es una balada a dúo con Mario Domm, el cantante de la banda mexicana Camila. Fue grabada en Ocean Way Recording en Los Ángeles. «All Aboard» es un tema de hip hop con el rapero estadounidense Lil Wayne y producido por Rico Love. Santos dijo que se acercó a Wayne después de escribir la canción.

## Sencillos
«You», el primer sencillo del álbum, fue lanzado el 4 de mayo de 2011. En los Estados Unidos, la canción alcanzó el número 97 en el Billboard Hot 100 y debutó en la primera posición del Billboard Hot Latin Songs. Santos es el octavo artista que con un sencillo debuta en la cima del Hot Latin Songs. También encabezó la lista del Billboard Tropical Songs. «You» fue uno de los ocho mejores sencillos latinos de 2011.
El segundo sencillo del álbum, «Promise» fue publicado el 1 de septiembre de 2011. La canción alcanzó el puesto 83 en el Billboard Hot 100, se convirtió en su segundo sencillo número uno en las listas del Hot Latin Songs y Tropical Songs, y encabezó el Billboard Latin Pop Songs. «Promise» tuvo un lanzamiento airplay en México, donde logró el puesto 20 en Monitor Latino charts.
«Mi Santa», el tercer sencillo del álbum, fue lanzado el 20 de enero de 2012. Alcanzó el primer lugar del Hot Latin Songs, Latin Pop Songs, y Tropical Songs.  El cuarto sencillo, «All Aboard», fue publicado el 15 de febrero de 2012, y obtuvo el puesto ocho en el Latin Digital Songs.
El quinto sencillo, «Rival», fue lanzado el 22 de marzo de 2012, consiguiendo el número 42 en el Hot Latin Songs y el 22 en el Latin Pop Songs. En México, «Rival» alcanzó el puesto 10 en Monitor Latino. El sexto sencillo, «La Diabla», se convirtió en el cuarto sencillo del álbum en llegar a la cima del Hot Latin Songs; por lo que es el segundo álbum con mayor cantidad de sencillos en el primer lugar. Solo el cantante español Enrique Iglesias ha tenido más sencillos números uno en un disco. «La Diabla» también consiguió el puesto 2 en el Latin Pop Songs y la primera posición del Tropical Songs.

## Promoción
Para promocionar el álbum, Santos hizo 75 presentaciones de su gira The King Stays King, que comenzó en Nueva York el 11 de febrero de 2012. Santos interpretó canciones del álbum y de su tiempo con Aventura. Se seleccionaron a tres hombres de la audiencia para llevar a cabo «Debate de 4» con Santos. La gira se inició con tres conciertos consecutivos—dos de los cuales se agotaron—en el Madison Square Garden. Los recitales en el Madison Square Garden fueron grabados y posteriormente publicados en un álbum en vivo titulado The King Stays King: Sold Out at Madison Square Garden el 6 de noviembre de 2012. Para mayo de 2012, la gira alcanzó el número 5 en el Top 20 Concert Tours con unos ingresos de más de 749 885 USD en el país según Pollstar.
El 31 de mayo de 2012, Santos comenzó una gira mundial en Venezuela. La gira continuó en Chile, Ecuador, Perú, Paraguay, Argentina y Colombia. En octubre de 2012, Santos realizó dos conciertos en Madrid y Barcelona. Después de sus presentaciones en España, tuvo recitales en Honduras, El Salvador, Guatemala, y República Dominicana. Santos anunció que iba a iniciar la segunda etapa de la gira el 14 de febrero de 2013, en el Coliseo de Puerto Rico José Miguel Agrelot en San Juan, Puerto Rico. Dos semanas más tarde, Santos se presentó en Chile y Argentina. Los conciertos en los Estados Unidos de la segunda etapa de la gira comenzó el 22 de marzo de 2013, en Newark, Nueva Jersey, y terminó el 3 de mayo de 2013, en Hollywood, Florida. Santos realizó la etapa final de su gira en México, donde hizo seis recitales.

## Recepción crítica
Thorn Jurek de Allmusic le dio al álbum una revisión positiva, y llamó a «You» una «una ritmo fácil de verano» y «Promise» un «dueto brillante». También escribió que la mezcla de géneros de Santos crea «un brebaje embriagador». Mikael Wood de Entertainment Weekly le otorgó al disco una B de calificación y dijo que las «aspiraciones individuales [de Santos] incluyen el genial R&B clásico», y que el álbum «generalmente se pega al éxito anunciado del proyecto por [su] título». Un editor de Terra Networks concedió al álbum 3 de 5 estrellas, observó que si bien Santos toma riesgos con el sonido y colabora con otros artistas de diferentes géneros, las pistas de bachata suenan igual en la producción. Peter Margasak del Chicago Reader escribió una reseña favorable para el disco, lo describió como un éxito el «acto de equilibrio entre pasado y presente». Dijo que la producción del disco «proporciona colores vivos y texturas transparentes», pero que algunas canciones—incluyendo los duetos «Magia negra», con Mala Rodríguez y «Rival» con Mario Domm—fueron «menos que convincentes desvíos», describió a la primera como una «palpitante EDM» y a la última como una «balada de empalagoso poder». Sarah Godfrey del Washington Post dio al álbum una crítica favorable, admiró que Santos apele al mercado anglófono sin necesidad de «vender bachatas retrógradas», citó a «Promise» como el ejemplo principal. Godfrey afirmó que Santos retiene su estilo en el dueto «All Aboard», y que las colaboraciones «obviamente tenían la intención de atraer a la gente que nunca había escuchado Aventura». Elogió las composiciones, incluyendo «La diabla» y «La bella y bestia», señaló que son «imposibles de resistir, sin importar si uno entiende todas las letras o no».
En los 19° Premios Billboard de la música latina, Fórmula, Vol. 1 fue nominado al mejor álbum del año, álbum del año digital, y álbum del año tropical. En los 20° Premios Billboard de la música latina, la producción recibió los tres reconocimientos antes mencionados. También fue reconocido como el mejor álbum latino del año en los Billboard Music Awards 2012 y obtuvo una nominación en la misma categoría el año siguiente. En los Premios Juventud 2012, el álbum ganó un premio «Lo Toco Todo (I Play Every Song)» y una nominación para la gira promocional del álbum. En los 55.º Premios Grammy, Fórmula, Vol. 1 recibió una nominación al mejor álbum latino tropical tradicional, que fue otorgado a Marlow Rosado y La Riqueña por su álbum Retro. En los 25.º Premio Lo Nuestro en 2013, la producción fue nominada al álbum tropical del año, pero perdió ante Phase II de Prince Royce. En República Dominicana, la producción fue galardonada como el álbum del año en los Premios Soberano 2013. En los Premios Oye! 2013, fue nominado a álbum del año por un solista o grupo.

## Recepción comercial
Fórmula, Vol. 1 fue lanzado a nivel mundial el 8 de noviembre de 2011. Como parte de un acuerdo con Walmart, una edición de lujo que contiene cinco pistas extras—la versión inglés de «Promise», las versiones en inglés y español de «Aleluya» con el rapero estadounidense Pitbull, «Malevo», y «Vale la pena el placer»—fue puesto a la venta exclusivamente en las tiendas Walmart. También contiene un DVD con los vídeos musicales de «You» y «Promise». En los Estados Unidos, el álbum debutó y alcanzó el número nueve en el Billboard 200 y el primer lugar del Billboard Top Latin Albums y el Billboard Tropical Albums. 65 000 copias fueron vendidas en su primera semana, por lo que es el álbum latino con mayor cantidad de ventas en su debut desde El Cartel: The Big Boss de Daddy Yankee en 2007. Fue el número uno por diecisiete semanas no consecutivas en la lista del Top Latin Albums, y treinta no consecutivas en el Tropical Albums. Fórmula, Vol. 1 fue el álbum latino y tropical más vendido de 2012 en los Estados Unidos.
La RIAA certificó al álbum con triple platino (campo latino) por el envío de 300 000 copias. Para febrero de 2014, Fórmula Vol. 1 había vendido más de 328 000 unidades en los Estados Unidos. El disco alcanzó el puesto trece en Argentina y el 77 en España y un disco de oro en Venezuela. En México, obtuvo el número 26 en la lista de álbumes del Top 100 México y fue certificado oro por la AMPROFON.

## Lista de canciones
Todas las canciones escritas y compuestas por Anthony "Romeo" Santos, excepto donde se indique.. 
| N.º | Título                                                                                | Duración |  |
| 1.  | «Intro (Fórmula)» (con George Lopez)                                                  | 2:12     |  |
| 2.  | «La diabla»                                                                           | 3:59     |  |
| 3.  | «Que se mueran»                                                                       | 4:10     |  |
| 4.  | «Llévame contigo»                                                                     | 3:46     |  |
| 5.  | «Mi Santa» (con Tomatito)                                                             | 3:51     |  |
| 6.  | «Promise» (con Usher)                                                                 | 4:12     |  |
| 7.  | «Magia negra» (con Mala Rodríguez)                                                    | 3:45     |  |
| 8.  | «Soberbio»                                                                            | 4:02     |  |
| 9.  | «Skit (La discusión)» (con Antony "El Mayimbe" Santos, Luis Vargas, Raulin Rodríguez) | 1:33     |  |
| 10. | «Debate de 4» (con Luis Vargas, Antony "El Mayimbe" Santos, Raulin Rodriguez)         | 4:39     |  |
| 11. | «Rival» (con Mario Domm)                                                              | 4:17     |  |
| 12. | «La bella y la bestia»                                                                | 3:56     |  |
| 13. | «You»                                                                                 | 4:08     |  |
| 14. | «All Aboard» (con Lil Wayne)                                                          | 4:14     |  |
| 15. | «Outro»                                                                               | 1:59     |  |

| Edición Deluxe/Walmart Exclusive CD/DVD Disc 1 |                                                 |          |  |
| N.º                                            | Título                                          | Duración |  |
| 15.                                            | «Aleluya (Versión en espanglish)» (con Pitbull) | 3:28     |  |
| 16.                                            | «Malevo»                                        | 3:36     |  |
| 17.                                            | «Promise (Versión en inglés)» (con Usher)       | 4:12     |  |
| 18.                                            | «Aleluya (Versión en inglés)» (con Pitbull)     | 3:28     |  |
| 19.                                            | «Outro»                                         | 1:59     |  |
| 20.                                            | «Vale la pena el placer»                        | 3:06     |  |

| Walmart Exclusive CD/DVD Disc 2 |                               |          |  |
| N.º                             | Título                        | Duración |  |
| 1.                              | «You»                         |          |  |
| 2.                              | «Promise - Detrás de escenas» |          |  |
| 3.                              | «Promise» (con Usher)         |          |  |

## Créditos y personal
Los siguientes son los créditos de AllMusic:

### Créditos
- Alexander "Chi Chi" Caba – requinto
- Matt Chamberlain – batería
- Chris Chaney – bajo
- Alfonso Cid – voces
- Carlos Dalmasí – director musical
- Joaquin Diaz – teclados
- Mario Domm –  director, piano, productor («Rival»)
- Miladys Fernández – voces
- Guillermo Frias – bongos, congas
- Lil Wayne – artista destacado («All Aboard»)
- George Lopez – artista destacado («Intro»)
- Rico Love – productor, voces («Promise», «All Aboard»)
- Daniel Luna – güira
- Giselle Moya – voces
- Tim Pierce – guitarra
- Dante Rivera – bajo
- Eric "Bori" Rivera –  guitarra acústica, guitarra eléctrica, guitarra de cuerdas de nylon, requinto
- Mala Rodríguez – artista destacado («Magia Negra»)
- Raulin Rodriguez – artista destacado («Debate de 4»)
- Antony Santos – artista destacado («Debate de 4»)
- Tomatito – artista destacado, guitarra («Mi Santa»)
- Usher – artista destacado («Promise")
- Luis Vargas – artista destacado («Debate de 4»)
- Daniel Willy – percusión

### Créditos técnicos
- Ivan Chevere;-  mezclador, productor
- Omar Cruz – fotografía
- Isabel de Jesús – A&R
- Paul Forat – A&R
- Paula Kaminsky – mercadeo
- Robert Marks – mezclador
- Marcos "Tainy" Masis – productor («Magia negra»)
- Yvette Medina – mercadeo
- Pierre Medor – teclados, productor, programador
- Peter Mokran – mezclador
- Nely "El Arma Secreta" – productor («Magia negra»)
- Carlos Perez – director creativo
- Anthony "Romeo" Santos –  arreglista, compositor, productor, voces

## Listas y certificaciones

### Listas semanales
| Lista (2011)                      | Máxima posición |
| --------------------------------- | --------------- |
| Argentina (CAPIF)                 | 13              |
| México (Top 100 México)           | 26              |
| España (PROMUSICAE)               | 77              |
| Estados Unidos (Billboard 200)    | 9               |
| Estados Unidos (Top Latin Albums) | 1               |
| Estados Unidos (Tropical Albums)  | 1               |

### Listas anuales
| Lista (2012)                                | Máxima posición |
| ------------------------------------------- | --------------- |
| Estados Unidos (Billboard 200)              | 167             |
| Estados Unidos (Billboard Top Latin Albums) | 1               |
| Estados Unidos (Billboard Tropical Albums)  | 1               |

### Certificaciones
| País | Certificación      | Ventas  |
| --- | ------------------ | ------- |
| Estados Unidos | 3× Platino (Latin) | 328 000 |
| México | Oro                | 30 000^ |
| Venezuela (APFV) | Oro                | 5000x   |
| *las cifras de ventas sobre la base de la certificación por sí sola ^cifras de envíos sobre la base de la certificación por sí sola xcifras no especificadas sobre base de la certificación por sí sola |                    |         |